# Даррен Теркотт
Даррен Теркотт (англ. Darren Turcotte; 2 березня 1968, м. Бостон, США) — американський хокеїст, центральний нападник.
Виступав за «Норт-Бей Сентенніалс» (ОХЛ), «Колорадо Рейнджерс» (АХЛ), «Денвер Рейнджерс» (АХЛ), «Нью-Йорк Рейнджерс», «Гартфорд Вейлерс», «Вінніпег Джетс», «Сан-Хосе Шаркс», «Сент-Луїс Блюз», «Нашвілл Предаторс».
В чемпіонатах НХЛ — 635 матчів (195+216), у турнірах Кубка Стенлі — 35 матчів (6+8).
У складі національної збірної США учасник чемпіонату світу 1993 (6 матчів, 2+1). У складі молодіжної збірної США учасник чемпіонатів світу 1987 і 1988.
Досягнення
- Учасник матчу всіх зірок НХЛ (1991)